# Sarah (album)
Sarah is een studioalbum van Herman van Veen, verschenen in 1996. Het album werd opgenomen in de Balance Recording studio te Amersfoort. Van de cd werden de twee nummers De exenman en Twee reizigers op single uitgebracht.

## Nummers
| 1.                 | Van tafel en bed             | Herman van Veen, Willem Wilmink                       | 4:36 |
| 2.                 | De exenman                   | Herman van Veen, Willem Wilmink                       | 2:51 |
| 3.                 | Sarah                        | Erik van der Wurff, Herman van Veen                   | 4:36 |
| 4.                 | Twee reizigers               | Heinz Rudolf Kunze, Herman van Veen                   | 3:36 |
| 5.                 | Ofvanjou                     | Herman van Veen, Lori Spee                            | 4:36 |
| 6.                 | Oudje (Voor Bertus Leerkes)  | Herman van Veen, Willem Wilmink                       | 2:58 |
| 7.                 | Als ik wat zou mogen wensen? | Friedrich Hollaender, Herman van Veen, Willem Wilmink | 5:17 |
| 8.                 | Je hebt zo vaak gedacht      | Herman van Veen, Thomas Woitkewitsch                  | 4:12 |
| 9.                 | De grote uitvinding          | Herman van Veen, Willem Wilmink                       | 3:35 |
| 10.                | Debuut                       | Nard Reijnders, Herman van Veen, Joseph Brodsky       | 3:48 |
| 11.                | De zon schijnt               | Herman van Veen                                       | 4:23 |
| Totale duur: 45:12 |                              |                                                       |      |

## Muzikanten
De credits op de oorspronkelijke cd vermeldden:
- Willem van der Beek - contrabas
- Lex Bolderdijk - elektrisch gitaar, akoestisch gitaar
- Harry Emmery - contrabas
- Jan Hollestelle - elektrische bas, akoestisch gitaar
- Jelle Jongen - trombone
- Hans Koppes - tuba
- Roel Koster - hoorn
- Willem van Kruysdijk - percussie
- Edith Leerkes - akoestisch gitaar
- Ellis Mantz - cimbalom
- Micha Molthoff - viool
- Nard Reijnders - saxofoon, klarinet, bas klarinet, accordeon, synthesizer
- Lori Spee - zang
- Herman van Veen - viool, zang
- Peter Weekers - panfluit
- Mies Wilbrink - percussie
- Erik van der Wurff - piano, synthesizer

- De Limburgse Snotterbellen - koor
- Leden van het Utrechts Gregoriaans Studenten Koor - koor
- Slagerij van Kampen - percussie